# Windigo (film)
Pour les articles homonymes, voir Windigo (homonymie).
Pour plus de détails, voir Fiche technique et Distribution.
Windigo est le second long métrage de fiction réalisé par Robert Morin, en 1994,,. Il s'agit d'une adaptation du livre Au cœur des ténèbres, de Joseph Conrad.

## Synopsis
Le film raconte la révolte d'un groupe d'Amérindiens qui proclament unilatéralement leur indépendance et invitent un nombre limité de représentants fédéraux, un journaliste et un cadreur à venir les rencontrer.

## Fiche technique
- Réalisateur : Robert Morin
- Scénario : Robert Morin
- Montage : Lorraine Dufour
- Musique : Bertrand Chénier
- Production : Lux Films
- Productrice : Nicole Robert
- Distribution : Allegro Films Distribution
- Date de sortie : 1994
- Format : 35 mm[2]
- Durée : 97 min

## Distribution
- Donald Morin : Eddy Laroche
- Guy Nadon : Jean Fontaine
- Richard Kistabish : Conrad Volant
- Nathalie Coupal : Christine Bastien